# 江戸っ子ボーイ がってん太助
『江戸っ子ボーイ がってん太助』（えどっこボーイ がってんたすけ）は、『月刊コロコロコミック』（小学館刊）で1990年から1991年にかけて連載された樫本学ヴのギャグ漫画。また、それを原作としたテレビアニメ。
漫画版は『コロコロコミック』をはじめ、『てれびくん』や『幼稚園』、『小学一年生』『小学二年生』『小学三年生』でも連載や掲載がされていた。

## 概要
本作の舞台は23世紀の東京だが、「現代」と「江戸時代」も混ぜこぜにしたような世界観を持っている。いわば、ギャグ時代劇の定番「江戸時代に現代の風物が紛れている」を逆手に取った設定であった。
それ以前だと、このような作品が同じ作者で『あっぱれ!カラクリ丸』があった。
その中心に主人公・ボンテン丸太助や、その友達のおもん達が住む大都会・大江戸シティが存在する。
太助達は子供ながら「刑事の卵」でもあり、大江戸捕物学院（刑事養成学校で、現代の警察学校の様なもの）に通いつつ、大江戸一の“刑事（でか）っ引き”（「刑事（＝デカ）」と「岡っ引（おかっぴき）」を組み合わせた造語）になる事を目指すべく奮闘している。
元々テレビアニメの企画前提で立ち上がった作品であり、アニメが放送終了した1991年春頃からの後半のエピソードではコロコロコミックのギャグ作品として抑え気味であった下ネタが全面解禁され、非常に激しい下ネタが連発されていた。
最終回エピローグは大人になった太助たちを描いて幕を閉じた。

## キャラクター（キャスト）
ボンテン丸太助
声 - 三田ゆう子
本編の主人公。10歳。
元気だけが取り柄。優秀な刑事っ引きだった亡父の跡を継いで立派な刑事っ引きになる為、大江戸捕物学院に通っている。名前の由来は「ボンテン丸」が伊達政宗の幼名・梵天丸から「太助」が一心太助から、それぞれ取られている。
最終回エピローグではヒゲの有無を除けば父親似の青年になっている。
おもんちゃん
声 - 本多知恵子
太助のクラスメイトでクラスのアイドル的存在。
本名は「葵 もん」（名前の由来は「葵の御紋」）。実は大江戸シティの市長の愛娘である。3月17日生まれ。A型。スリーサイズは85・53・88。
最終回エピローグでは太助隊のサブリーダー的存在になっている。
ダース弁慶
声 - 玄田哲章
ロボットであるが、刑事っ引きを目指して「大江戸捕物学院」に通っている。持ち前の怪力で、太助やおもん達のピンチを救う事も少なくない。おもんに好意を持っている。名前の由来と容姿のモデルは、ダース・ベイダーと武蔵坊弁慶。
初期には太助に嫉妬心を抱いていた。
最終回エピローグではヒゲを生やしている。
二宮金太郎
声 - 渕崎ゆり子
「大江戸捕物学院」の生徒。太助の弟分でもある。口癖は「わたしの分析だと…」。名前の由来と容姿のモデルは、「二宮金次郎」。
最終回エピローグでは彼も大人になっているものの小柄な体格は変わらず。
ジンギス・ハーン
声 - 岩田光央
太助達のクラスメイトで、ダース弁慶と同じくロボット。オカマであり、オネエ言葉で話す。名前の由来は「チンギス・ハン」。
最終回エピローグでは弁慶と同様にヒゲを生やしている。
ダイブツ先生
声 - 緒方賢一
「大江戸捕物学院」の学院長にして、太助らが在籍するクラスの担任。
キララこうづけ
声 - 亀山助清
アニメのみに登場。「大江戸捕物学院」の教頭。ダイブツには忠実だがとてもずる賢い性格で、太助を退学させようと企んでいる。「ざんす」が口癖。元ネタは、教頭役が多かったトニー谷。名前の由来は「吉良上野介」。
銭形Hey次
声 - 稲葉実
大江戸シティの刑事っ引きだが、あまり頼りにならない。名前の由来は「銭形平次」。
緋牡丹お竜
声 - 折笠愛
「大江戸捕物学院」の教師。年齢は作中では明かされなかったが、20歳代という設定。妖艶な風貌で生徒達に人気がある。元ネタは、東映の往年の任侠映画『緋牡丹博徒シリーズ』に登場した「緋牡丹のお竜」こと矢野竜子。
ラットマン
声 - 千葉繁
「大泥棒」と自称しているが、盗む物は巷のコソ泥とあまり変わり映えしない。唯一の敵役レギュラー・キャラ。名前の由来と容姿のモデルは、「バットマン」と「鼠小僧」。「ラットマンモービル」なるものも持っている。
最終回では源内に作って貰った強化スーツで大暴れし、おもんを人質に取り、身代金を要求。最終的には太助の特上にぎりボンバーでスーツを破壊されて敗北した。エピローグでは姿は描かれなかったものの太助たちとの腐れ縁は変わらずにいる。
おらが源内
声 - 千葉繁
大江戸シティの科学者。名前の由来は「平賀源内」。
太助の母
声 - 中野聖子
太助の母親で職業は火消し。
肝っ玉母ちゃんを絵に描いたような人物。
第3巻収録の「太助、最後の大捕物!!の巻」で天国から抜け出してきた夫との再会を果たす。
太助の父
太助の父親で刑事っ引き。
現在は故人であるが太助からは未だに慕われている。当初は遺影や太助のイメージ内のみの登場だったが第3巻収録「天国より、父、帰る…!?の巻」で太助に会うために天国を抜け出してきた形で実際に登場し、以降の話である「愛と青春の米国留学!?の巻」と「太助、最後の大捕物!!の巻」でも同様に天国から降り立ち、太助との交流が描かれた。
アニメ版ナレーター
声 - 神田紫
上記以外にも登場人物が何人かおり、前作『爆走!ダッシュクラブ』の登場人物もゲスト的によく登場していた。

## 単行本
- てんとう虫コロコロコミックス 全3巻

### エピソード一覧
- がってん!プロローグでぇい!!
- がってん太助大登場!!
- ダース弁慶の大作戦
- 暴走族をつかまえろ!!
- はちゃめちゃ警備実習!!
- ほととぎす三兄弟現る!!
- 授業参観はさんざん!!
- きょーふの家庭訪問!!
- 給食に手を出すな!!
- 鬼教師・遠山禁止郎!!
- グレートJ・C大混戦!!
- 大江戸ハイテクグッズ大カタログ
- おばけ退治はおまかせ!!
- 海の家・竜宮ランド!!
- マラソン大会大暴走!!
- 避難訓練は命がけ!!
- 激闘!日の本捕物武芸大会!!
- ラットマン大逆しゅう!!
- 悲劇のサンタクロース!!
- あこがれのテレビ出演!!
- 地獄のサバイバル訓練!!
- ろうごくは天国だ!?
- カンOK牧場の決闘!!
- おもんちゃんの秘密!!
- にせラットマンを追え!!
- 超美形!?小金丸 貯登場!!
- 清く正しい?級長選挙!!
- 天国より、父、帰る…!?
- 愛と青春の米国留学!?
- 太助、最後の大捕物!!

## テレビアニメ
1990年10月19日から1991年3月22日まで、テレビ東京系列局（TXN）で毎週金曜 19:30 - 20:00 に放送。ただし、直後の回との2話連続放送となった第10話と第17話は金曜 19:00 - 19:30 に放送された。全22話。制作はスタジオぴえろ（現・ぴえろ）が担当。

### スタッフ
- 原作 - 樫本学ヴ
- 監督 - もりたけし
- シリーズ構成 - 富田祐弘
- キャラクターデザイン - 宮川治雄
- 美術監督 - 土師勝弘
- 撮影監督 - 小松寿一
- 編集 - 掛須秀一、石田悟、関一彦
- 特殊効果 - 池田健司
- 録音監督 - 藤山房延
- 音楽 - 勝又隆一
- 音楽制作 - ユースタッフ
- プロデューサー - 清水睦夫（テレビ東京）、大野実（読売広告社）、深草礼子（スタジオぴえろ）
- 制作進行 - 井上謙二、丸尾泰夫、岩佐茂一、井上圭
- 現像 - 東京現像所
- 制作 - テレビ東京、読売広告社、スタジオぴえろ

### 主題歌
オープニングテーマ - 「がってんロール」
作詞 - 庄司明弘 / 作曲 - 勝誠二 / 編曲 - 勝又隆一 / 唄 - ちるる / レーベル - フォーライフ・レコード
エンディングテーマ - 「太陽の唄」
作詞 - 庄司明弘 / 作曲 - かまやつひろし / 編曲 - 勝又隆一 / 唄 - ちるる / レーベル - フォーライフ・レコード

### 各話リスト
| 話数 | サブタイトル                                | 脚本       | 絵コンテ   | 演出       | 作画監督   | 放送日          |
| ---- | ------------------------------------------- | ---------- | ---------- | ---------- | ---------- | --------------- |
| 1    | ポリスアカデミーは 大ハード                 | 富田祐弘   | もりたけし | もりたけし | 近藤優次   | 1990年 10月19日 |
| 2    | 爆走暴笑族? ポリスバッヂ いただきます       | 田口成光   | 河原祐二   | 河原祐二   | 山本哲也   | 11月2日         |
| 3    | 大さわぎ! ジャンケンポンで あっち向いてホイ | 大橋志吉   | 佐々木和宏 | 佐々木和宏 | 佐々木和宏 | 11月9日         |
| 4    | 水戸黄門のお願いとは・ 市長危うし!          | 静谷伊佐夫 | 井上祥日子 | 河原祐二   | 大森貴弘   | 11月16日        |
| 5    | 究極のロボット! 妖怪まねき猫 現る           | 富田祐弘   | 望月智充   | 向後知一   | 山本哲也   | 11月23日        |
| 6    | 怪盗ジライヤ登場 純金ガエルを守れ!          | 大橋志吉   | 河原祐二   | 河原祐二   | 昆進之介   | 11月30日        |
| 7    | 太助も共犯者? 復讐に燃える 脱獄三兄弟       | 静谷伊佐夫 | 向中野義雄 | 松本朋之   | 近藤優次   | 12月7日         |
| 8    | 盗まれたハイパー纏! 江戸の町は雨騒動        | 田口成光   | 佐々木和宏 | 佐々木和宏 | 大森貴弘   | 12月14日        |
| 9    | グルメ勝負! タレを盗んだのはダレ!?          | 富田祐弘   | 向後知一   | 向後知一   | 山本哲也   | 12月21日        |
| 10   | お竜に挑戦状 おしゃれ泥棒 イキ対決!         | 大橋志吉   | 河原祐二   | 河原祐二   | 佐々木和宏 | 1991年 1月4日   |
| 11   | ドスコイ! がってん山の土俵入りでぃ!!        | 静谷伊佐夫 | 向中野義雄 | 松本朋之   | 近藤優次   | 1991年 1月4日   |
| 12   | 港のヨーコの復讐! シティ滅亡計画!!          | 富田祐弘   | 佐々木和宏 | 佐々木和宏 | 青嶋克己   | 1月11日         |
| 13   | ニセ金作り!真犯人は ヘイ次オヤブン?!        | 大橋志吉   | 田丸春彦   | 田丸春彦   | 斉藤哲人   | 1月18日         |
| 14   | 3億両強奪事件!時効まで 後5分だぜぃ          | 富田祐弘   | 河原祐二   | 河原祐二   | 大森貴弘   | 1月25日         |
| 15   | 入れ歯盗難事件続出?! 歯が痛いんでぃ         | 大橋志吉   | 佐々木和宏 | 佐々木和宏 | 山本哲也   | 2月1日          |
| 16   | 太助とラットマン お手々つないで逃避行       | 静谷伊佐夫 | 井上祥日子 | 片山晴美   | 斉藤哲人   | 2月15日         |
| 17   | ヘイ次オヤブン お見合い大作戦!              | 富田祐弘   | 松本朋之   | 松本朋之   | 近藤優次   | 2月22日         |
| 18   | 暴走 ウルトラ新幹線 爆発5秒前!              | 静谷伊佐夫 | 河原祐二   | 河原祐二   | 山本哲也   | 2月22日         |
| 19   | 生類あわれみの令 御用犬様とお呼び!!         | 大橋志吉   | 佐々木和宏 | 佐々木和宏 | 斉藤哲人   | 3月1日          |
| 20   | 燃えろ!いい女 超高層ビル インフェルノ       | 大橋志吉   | 田丸春彦   | 田丸春彦   | 宮川治雄   | 3月8日          |
| 21   | プラチナバッチを持つ男 伊達ハリー登場       | 富田祐弘   | 松本朋之   | 松本朋之   | 近藤優次   | 3月15日         |
| 22   | 大江戸シティの 明日はどっちだ?!             | 静谷伊佐夫 | 田丸春彦   | 佐々木和宏 | 斉藤哲人   | 3月22日         |

### 映像ソフト化
全22話を収録したDVD-BOXが、コロムビアミュージックエンタテインメントから2005年12月に発売された。本作の映像商品化はこれが初である。ノンクレジットOP・EDが映像特典として収録されている。